# 佐藤佑子
佐藤佑子（日语：／ Satō Yūko，1970年12月25日—），日本女性配音員。出身於神奈川縣。身高158cm。A型血。

## 人物
現在是Aksent所屬，原屬Production baobab。
興趣：製香、芳香療法。

## 交友關係
從《通靈王 (2001年版)》開始，經常與同行朴璐美在其它作品共演的機會較多，因此有不錯的交情。

## 演出
粗體字表示主要角色。

### 電視動畫
年份不詳
- 蠟筆小新（大姊姊、店員、電視上的貓咪、時川翔 等）
- 麵包超人（好雄）

1996年
- 妖精狩獵者（保母）
- 熱鬥小馬（惡童）

1997年
- 吸血姬美夕（浦邊真樹〈幼年時期〉）
- 妖精狩獵者（女學生）
- 忍者亂太郎（村人）

1998年
- Weiß kreuz（立花美咲〈姊姊〉、廣播、記者）
- 忍者亂太郎（阿姨B、學生B、學生A）

1999年
- 蠟筆小新（小孩B）
- 週刊故事樂園（日语：週刊ストーリーランド）（男孩子、小孩、弘志）

2000年
- 隨風飄的月影蘭（村人女性、女性、女中、狼）
- 激動！改變歷史的男人們 ～動畫靜岡縣史～（緒明菊三郎）
- 幻想魔傳 最遊記（三藏法師〈幼年時期〉）
- 哆啦A夢 (大山羨代版)（安雄、女孩子、記者、雛子的母親、的母親 ）
- 風雲爆彈娘（母親、女僕）

2001年
- 犬夜叉（男孩子）
- 仰天人間（日语：仰天人間バトシーラー）（依巴·里諾）
- The Soul Taker ～魂狩～（日语：The Soul Taker 〜魂狩〜）（左奈惠）
- 通靈王 (2001年版)（麻倉葉[4]）
- 可愛巧虎島（狐狸3少年、附近大嬸）
- 地球防衛家族（居民的聲音A）
- 神奇寶貝（八郎）

2002年
- 機動戰士鋼彈SEED（茱莉·吳·尼恩）
- 十二國記（塙王公主）
- 火影忍者（茜）
- 忍者亂太郎（2002年－，黑門傳七、主婦）
- 神奇寶貝（奇蹟）

2003年
- 原子小金剛 (2003年版)（健一[5]、護士、記者）
- GAD GUARD（如月匠）
- 蠟筆小新（佐佐木小次郎）
- 高橋留美子劇場（主婦、女性部下）
- 魯莽天使（女學生）
- 成惠的世界（六號）
- 忍者亂太郎（學生A）
- 鋼之鍊金術師（拉斯特[6]）

2004年
- SD鋼彈FORCE（萊美）
- 最遊記RELOAD（神〈幼少期〉）
- 火鳥（少年）
- Ride on Explet's！（日语：のってけエクスプレッツ）（翼）
- 怪醫黑傑克（寫樂[7]）
- 仙境傳說 The Animation（女近衛兵）

2005年
- 動物橫町（依沙）
- 我愛美樂蒂（高野秀一）
- 槍與劍（琳、篠）
- 蠟筆小新（熱繰椎造〈小時候〉）
- 索斯機械獸V（嘉波爾）
- 神奇寶貝超世代（クニ）

2006年
- 銀魂（阿良）
- 數碼寶貝拯救隊（托瑪·H·諾史丁〈幼少時期〉）
- NANA（山田）
- 怪醫黑傑克21（寫樂）
- 妖怪人間貝姆 (2006年版)（翔太）

2007年
- 我們這一家（小孩B）
- 大江戶火箭（源藏媽媽[8]）
- 鬼太郎 (第5作)（雪女）
- 鋼鐵三國志（姜維伯約）
- 名偵探柯南（男孩子、女孩子、影迷）

2008年
- 發現·體驗·我喜歡巧虎！（あきのしゅんすけ）
- 高嶺的腳踏車（篤史）

2009年
- 我們這一家（女性A）
- 閃亮雙胞胎（良太）
- 忍者亂太郎（女性）
- 遊☆戯☆王5D's（米歇爾）

2011年
- 哆啦A夢 (水田山葵版)（小黑）

2012年
- 哆啦A夢 (水田山葵版)（佐知子）
- 忍者亂太郎（顧客）

2014年
- 即使如此世界依然美麗（ヴィオレタ）
- 名偵探柯南（片岡由梨江）

2015年
- 蠟筆小新（範子）

2016年
- 蠟筆小新（月）
- 名偵探柯南（莊野由奈）

2018年
- 哆啦A夢 (水田山葵版)（少年1）

### OVA
1996年
- 新破裡拳（日语：破裏拳ポリマー）（團員）
- 同級生2（女學生）
- 寶魔獵人萊姆（日语：宝魔ハンターライム）（女學生B）

1997年
- AIKa（白デルモR）

1999年
- 銀河英雄外傳 螺旋迷宮
- 麵包超人 邊唱邊玩吧♪幼兒園很有趣（佐藤好雄、石川實）

2000年
- 銀河英雄傳說外傳 第三次提亞馬特會戰（女性記者）

2002年
- 少女歌手 ～思想曲～（日语：カナリア 〜この想いを歌に乗せて〜）

2005年
- 麵包超人與開始吧！勇氣凜凜！大家的一天（貓君）

2006年
- 麵包超人與開始吧！用平假名玩遊戲（狸貓君）
- 鋼之鍊金術師PREMIUM COLLECTION（拉斯多）

2008年
- 名偵探柯南 MAGIC FILE2 工藤新一 謎之牆壁與黑色拉布犬事件[[[Wikipedia:格式手册/链接#章節|錨點失效]]]（惠子老師）

2009年
- 麵包超人與開始吧！麵包超人運動（小豬）

### 電影動畫
1997年
- 蠟筆小新：黑暗珠珠大追擊（招待員）

1998年
- 哆啦A夢回來了（女孩子）
- 蠟筆小新：電擊！豬蹄大作戰（正義、女高中生、OL）

1999年
- 忍者亂太郎的能做的就是更努力嘛（男孩子）

2000年
- 14歳Message（學生）

2003年
- 哆啦A夢：大雄與風之使者（湯姆森[9]）

2004年
- 哆啦A夢：大雄的貓狗時空傳（喵子）

2005年
- 劇場版 怪醫黑傑克：兩位神秘醫師（寫樂[10]）

### 網路動畫
2006年
- FLAG（哈康·阿庫巴爾[11]）

### 遊戲
1997年
- 妖精狩獵者 -完全版-（保母）

1999年
- 莎木 一章 橫須賀（田嶋繪梨）

2001年
- 莎木II

2002年
- 通靈王 Spirit of Shamans（麻倉葉）
- 通靈王 超·占事略決2（麻倉葉）
- 通靈王 超·占事略決3（麻倉葉）
- 神機世界（麥格·蘭查）

2003年
- 通靈王 Soul Fight（麻倉葉）

2004年
- 通靈王 堅定之魂（麻倉葉）
- 重生傳奇（美莎）
- 鋼之鍊金術師 夢想嘉年華（日语：鋼の錬金術師 ドリームカーニバル）（拉斯特）
- 鋼之鍊金術師2 紅色靈藥的惡魔（日语：鋼の錬金術師2 赤きエリクシルの悪魔）（拉斯特）

2005年
- 動物橫町 心跳☆心跳救出大作戰！之卷（依沙）
- 無盡的任務2（安東尼亞·貝耶）
- 第3次超級機器人大戰α 終焉之銀河（賽蕾娜·蕾西塔、茱莉·吳·尼恩）
- 遺跡傳奇（梅拉妮）
- 拉吉亞達物語（日语：ラジアータ ストーリーズ）（琳嘉）

2006年
- 動物橫町 心跳☆心跳進級測驗！之卷（依沙）

2012年
- 機動戰士鋼彈SEED BATTLE DESTINY（日语：機動戦士ガンダムSEED BATTLE DESTINY）（茱莉·吳·尼恩）

2013年
- 決勝時刻：魅影[12]
- JoJo的奇妙冒險 全明星大亂鬥（日语：ジョジョの奇妙な冒険 オールスターバトル）（川尻早人[13]）
- 超級機器人大戰OG 黑暗牢籠（賽蕾娜·蕾西塔[14]）

2015年
- JoJo的奇妙冒險 天國之眼（川尻早人）

2016年
- 超級機器人大戰OG THE MOON DWELLERS（賽蕾娜·蕾西塔）

### 外語配音

#### 演員
達納·德拉尼
- 新蝙蝠俠（露薏絲·蓮恩）
- 正義聯盟（露薏絲·蓮恩）
- 超人（露薏絲·蓮恩）

#### 電影
- 愛情萬人迷（Cheryl〈Jennifer Urbano〉）
- The Bad Pack（英语：The Bad Pack）
- 麥迪遜之橋 ※日本電視台版。
- 等不及說愛你（英语：Can't Hardly Wait）
- 入侵腦細胞（少年時期的Carl Rudolph Stargher〈Jake Thomas〉）
- 棉花俱樂部
- 女狼俱樂部（英语：Coyote Ugly (film)）（佐伊〈泰雅·賓絲〉）
- 荒野、黃金、大鏢客（英语：Dollar for the Dead）
- 怪醫杜立德2（英语：Dr. Dolittle 2）（松鼠〈裘伊·羅倫·亞當斯〉）※DVD版。
- 747絕地悍將
- 號角響起
- Frankie's House (1992年電影)
- 密西西比謀殺案（英语：Ghosts of Mississippi）
- 致命ID（Ginny Isiana〈Clea DuVall〉）※DVD版。
- 小鬼當家（Fuller McCallister〈基蘭·克金〉）※朝日電視台版[注 1]。
- 小鬼當家3（Molly Pruitt〈史嘉蕾·喬韓森〉）※影碟版。
- 詹姆士·龐德：勇破雪山堡（Ruby Bartlett〈Angela Scoular〉）※DVD、BD版。
- 金剛 (1976年電影)
- 情迷洛杉磯（英语：L.A. Without a Map）
- 第六感生死緣
- 聖女貞德 ※日本電視台版。
- Mis. Diamond (1998年電影)
- 麻辣女王 ※電視播出版。
- 玻璃缘（英语：The Monkey's Mask）（Mickey Norris〈艾比·柯尼施〉）
- 太空布偶歷險記（英语：Muppets from Space）（Andie MacDowell〈Shelley Snipes〉）
- 終極任務（英语：One Tough Cop）
- 終極指令（英语：The Peacekeeper） ※VHS版。
- The Perfect Tenant (2000年電影)
- 落跑新娘（英语：Runaway Bride (film)）
- 七宗罪 ※東京電視台版。
- 火線驚爆點（英语：Shadow Conspiracy）
- 西域威龍
- 牠不重，牠是我寶貝 (1997年電影)
- Siberia（英语：Siberia (film)）
- 五路追殺令（Georgia Sykes〈艾莉西亞·凱斯〉）
- 星河戰隊 ※影碟版。
- 親親小媽（英语：Stepmom (film)）
- 魔鬼先鋒3：勝者為王（英语：The Substitute 3: Winner Takes All）
- Taxman (1998年電影)
- 愛的肢解（英语：Tell Me Something）
- 德州電鋸殺人狂 (2003年電影)（Jedidiah Hewitt〈David Dorfman〉）
- 色情男女
- 新綠野仙蹤（英语：The Wiz (film)）（桃樂絲·蓋爾〈戴安娜·羅斯〉）

#### 電視影集
- 危機邊緣（Astrid Farnsworth〈Jasika Nicole〉）

#### 動畫
- 德克斯特的實驗室（電腦）
- 大力士（英语：Hercules (1998 TV series)）（女性）
- 麻辣女孩（Shego〈Nicole Sullivan〉）
- 獅子王3：Hakuna Matata
- 拼命郎約翰尼（黑髮女性、Amberly、Timmy的母親 等）
- 正義聯盟（毒藤女、Live-wire）
- 米奇妙妙屋（女性、兔子）
- 風中奇緣2：倫敦之旅（港口少年）
- 飛天小女警
- 夢不落帝國

### 舞台
- 鋼鐵三國志 歌劇舞台 ～～（姜維伯約〈配音〉）
- ：朗讀劇

### 廣播
※記號表示說明網路廣播。
- Aniplex時間（日语：アニプレックスアワー） 鋼鍊放送局（日语：鋼の錬金術師 (ラジオ)）（大阪放送、文化放送：2005年1月份主持人）

### CD
- Weiß kreuz系列
  - Weiß kreuz Dramatic Image Album I（YOUJI的GF）
  - Weiß kreuz Dramatic Image Album II（醫院廣播）
- 玩伴貓耳娘 廣播劇CD（莎拉）
- EREMENTAR GERAD 廣播劇CD 第2卷（ブローカー）
- 通靈王系列（麻倉葉）
  - 通靈王 漫畫形象專輯
  - 通靈王 歌之萬辭苑「SILENT WEAPON（ASAKURA-YOH VER.）」
  - 通靈王 與恐山會面 ～au revoir～「靈魂交疊」
  - 通靈王 與恐山會面 ～prologue to shaman～
  - 通靈王 S.F.O.V I「With Determined Passion」
- （女學生）
- 同棲愛（女學生）
- 忍者亂太郎系列（黑門傳七）
  - 忍者亂太郎 廣播劇CD 作法委員會之卷
  - 忍者亂太郎 廣播劇CD 一年伊組&綠組之卷
  - 忍者亂太郎 廣播劇CD 一年葉組之卷
- 鋼之鍊金術師 RADIO DJ CD「鋼鍊放送局 take 2」
- 百歌聲爛 -女性聲優篇-

### 其它
- TOP LADY（日语：恋するトップレディ）（節目宣傳旁白）
- 廣告 通靈王 超·占事略決
- 廣告 GBA 通靈王 超·占事略決2
- CD專輯「林原惠 feel well 通靈王友情出演」（麻倉葉）
- 《週刊手塚治虫》內，動畫漫畫「三眼神童」（寫樂保介）

## 腳註

## 外部連結
- 佐藤佑子｜Aksent（页面存档备份，存于） （日語）
- （日語）－佐藤佑子的官方個人部落格（2012年已閉鎖）。
- 官方網站 （日語）
- （日語）